# Michael Knauth
Michael Knauth, född den 24 juni 1965 i Wolfsburg, Tyskland, är en tysk landhockeyspelare.
Han tog OS-guld i herrarnas landhockeyturnering i samband med de olympiska landhockeytävlingarna 1992 i Barcelona.